# Hiệp hội In Việt Nam
Hiệp hội In Việt Nam là tổ chức xã hội - nghề nghiệp phi lợi nhuận của những người và tổ chức làm việc trong lĩnh vực in tại Việt Nam. Hiệp hội dịch tên ra tiếng Anh là Vietnam Printing Association, viết tắt là VPA.
Hiệp hội thành lập được Bộ Nội vụ phê duyệt tại Quyết định Số 127/2005/QĐ-BNV ngày 01 tháng 12 năm 2005 . Đại hội thành lập Hiệp hội In Việt Nam tiến hành ngày 26 tháng 2 năm 2006 tại Hội trường Bảo tàng Hồ Chí Minh, Hà Nội.
Điều lệ Hiệp hội được Bộ Nội vụ phê duyệt tại Quyết định số 186/QĐ-BNV ngày 09/03/2012 .
Văn phòng Hiệp hội đặt tại 25A Lý Thường Kiệt, quận Hoàn Kiếm Hà Nội .